# Bertrand Tavernier

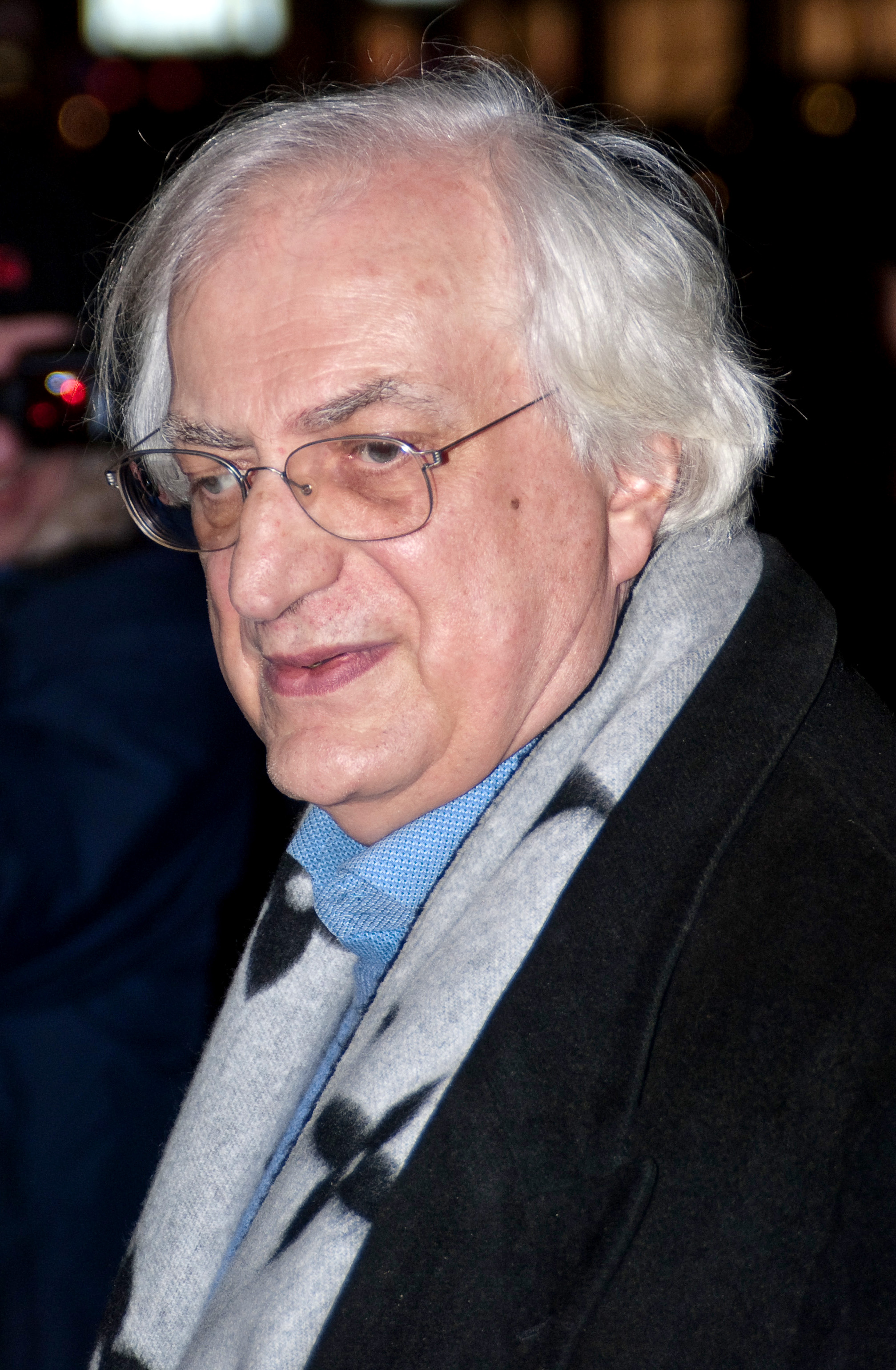
Tavernier auf der Berlinale 2009

Bertrand Tavernier (* 25. April 1941 in Lyon; † 25. März 2021 in Sainte-Maxime, Département Var) war ein französischer Filmregisseur.

## Leben
Bertrand Tavernier war ein Sohn des Schriftstellers und Essayisten René Tavernier. Gemeinsam mit Volker Schlöndorff besuchte er das Lycée Henri IV in Paris. Er studierte zunächst Jura und schrieb Filmkritiken in verschiedenen Zeitschriften. Später arbeitete er als Regieassistent bei Jean-Pierre Melville und als Presseagent.
Von 1965 bis 1980 war er mit der Britin Colo O’Hagen († 2020) verheiratet, die später mehrfach als Drehbuchautorin an seinen Filmen mitwirkte. Er hatte einen Sohn, Nils Tavernier (* 1. September 1965), der ebenfalls als Regisseur und auch als Schauspieler tätig ist, und eine Tochter, Tiffany Tavernier (* 3. Mai 1967), die Autorin und Regieassistentin ist.
Nach zwei Kurzfilmen aus dem Jahr 1964 und einem gescheiterten Filmprojekt, für das James Mason und Jacques Brel vorgesehen waren, war Der Uhrmacher von St. Paul nach Georges Simenons Roman Der Uhrmacher von Everton Taverniers erster eigener Spielfilm. Tavernier verlegte die Handlung in seine Heimatstadt Lyon und erweiterte sie um eine politische Dimension. Der Film gewann 1974 einen Silbernen Bären und den Louis-Delluc-Preis. Taverniers größter Erfolg war der Jazz-Film Um Mitternacht im Jahre 1986 mit dem Saxophonisten Dexter Gordon in der Hauptrolle und der Musik von Herbie Hancock, der für diese Musik den Oscar erhielt. Tavernier blieb auch als Regisseur seinem Metier als Filmautor treu und hat mehrere Bücher zum Thema Kino veröffentlicht. In vielen seiner Filme spielten Christine Pascal, die wie Tavernier aus Lyon stammte, sowie Philippe Noiret mit. Tavernier starb im März 2021, einen Monat vor seinem 80. Geburtstag.

## Filmografie (Auswahl)
- 1964: Schräger Charme und tolle Chancen (La chance) – Regie der 3. Episode und Drehbuch
- 1967: Frank Collins 999 – Mit Chloroform geht’s besser (Entre las redes) – Regie: Riccardo Freda
- 1967: Der blonde Tiger (Le capitaine Singrid) – (Drehbuch) – Regie: Jean Leduc
- 1974: Der Uhrmacher von St. Paul (L’horloger de Saint-Paul)
- 1975: Wenn das Fest beginnt … (Que la fête commence…)
- 1976: Der Richter und der Mörder (Le juge et l’assassin)
- 1977: Verwöhnte Kinder (Des enfants gâtés)
- 1980: Death Watch – Der gekaufte Tod (La mort en direct)
- 1980: Ferien für eine Woche (Une semaine de vacances)
- 1981: Der Saustall (Coup de torchon)
- 1982: Mississippi Blues
- 1983: Die Spur der Zeit (La trace) – (Drehbuch, Produktion) – Regie: Bernard Favre
- 1984: Ein Sonntag auf dem Lande (Un dimanche à la campagne)
- 1986: Um Mitternacht (Autour de minuit)
- 1987: Die Passion der Beatrice (La passion Béatrice)
- 1989: Das Leben und nichts anderes (La vie et rien d’autre)
- 1990: Daddy Nostalgie
- 1990: Der grüne Berg – (Drehbuch) – Regie: Fredi M. Murer
- 1992: Auf offener Straße (L.627)
- 1992: Der Krieg ohne Namen (La guerre sans nom) – Dokumentarfilm zusammen mit Patrick Rotman
- 1994: D’Artagnans Tochter (La fille d’Artagnan)
- 1995: Der Lockvogel (L’appât)
- 1995: Lumière & Compagnie
- 1996: Hauptmann Conan und die Wölfe des Krieges (Capitaine Conan)
- 1999: Es beginnt heute (Ça commence aujourd’hui)
- 2000: Mein Vater (Mon père) – (Drehbuch) – Regie: José Giovanni
- 2002: Laissez-passer
- 2004: Holy Lola
- 2009: Mord in Louisiana (In the Electric Mist)
- 2010: Die Prinzessin von Montpensier (La princesse de Montpensier)
- 2013: Quai d’Orsay

## Werke (Auswahl)
- Tavernier zusammen mit Jean-Pierre Coursodon: 30 ans de cinéma américain / 50 ans de cinéma américain. (50 Jahre amerikanisches Kino) Verlag omnibus, 2. A. 1995, 1268 Seiten. ISBN 2-258-04027-2 (Immer wieder aktualisierte Filmgeschichte; das Buch erhielt diese Auszeichnungen: Prix du livre Art et Essai 1991; Prix Simone Genevois)

## Auszeichnungen
- 1974: Silberner Bär – Spezialpreis der Jury auf der Berlinale 1974: Der Uhrmacher von St. Paul
- 1976: César – Beste Regie: Wenn das Fest beginnt …
- 1977: César – Bestes Drehbuch: Der Richter und der Mörder
- 1984: Internationale Filmfestspiele von Cannes 1984 – Preis für die beste Regie: Ein Sonntag auf dem Lande
- 1985: César – Bestes Drehbuch: Ein Sonntag auf dem Lande
- 1990: BAFTA Award – Bester fremdsprachiger Film: La Vie et rien d’autre
- 1995: Goldener Bär auf der Berlinale 1995: Der Lockvogel
- 1997: César – Beste Regie: Hauptmann Conan und die Wölfe des Krieges
- 2015: Goldener Löwe für ein Lebenswerk